# Algermissen
Algermissen is een gemeente in de Duitse deelstaat Nedersaksen, gelegen in het Landkreis Hildesheim. De gemeente telt 8.011 inwoners.

## Geschiedenis

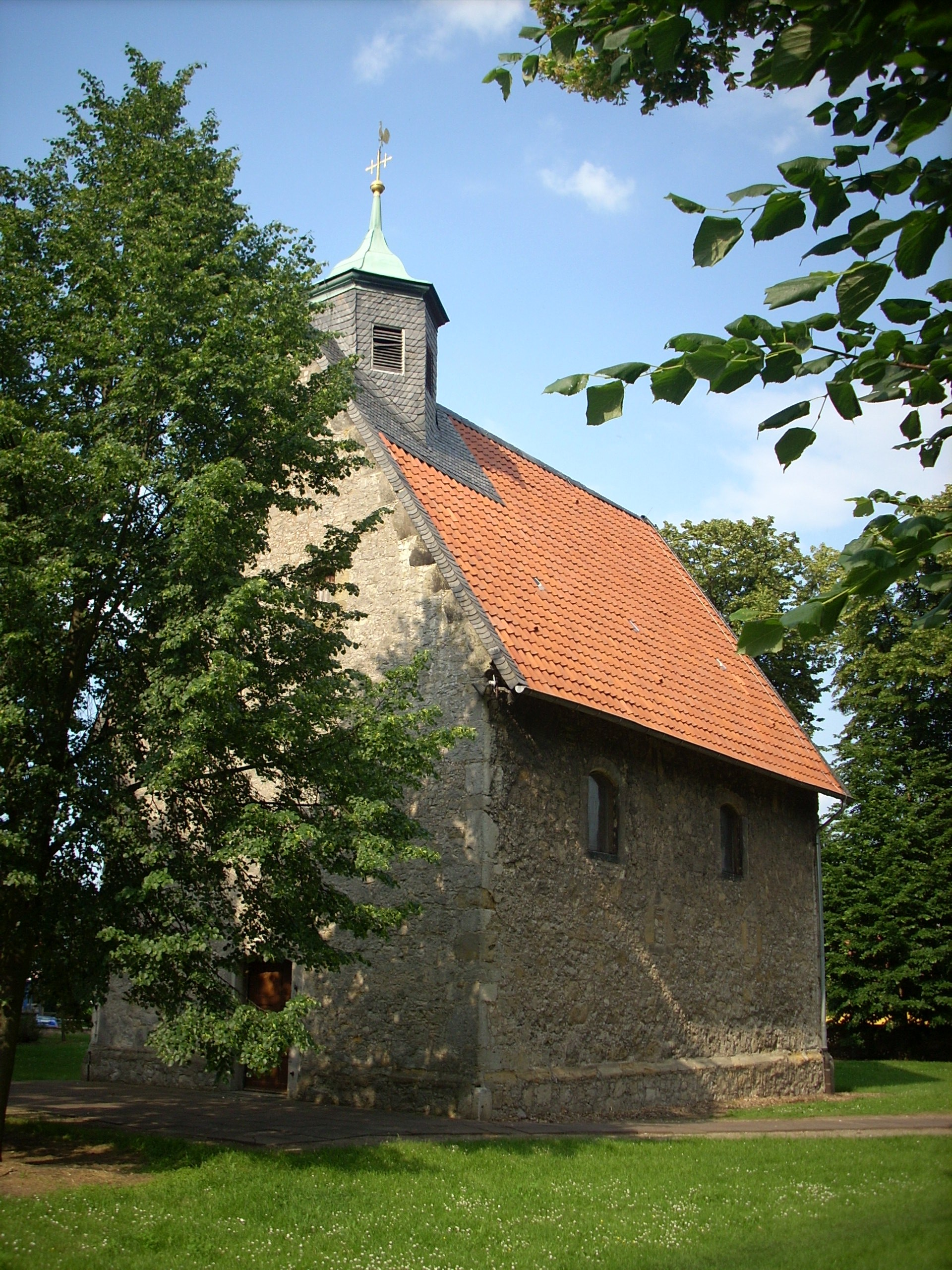
Kapel St. Mauritius

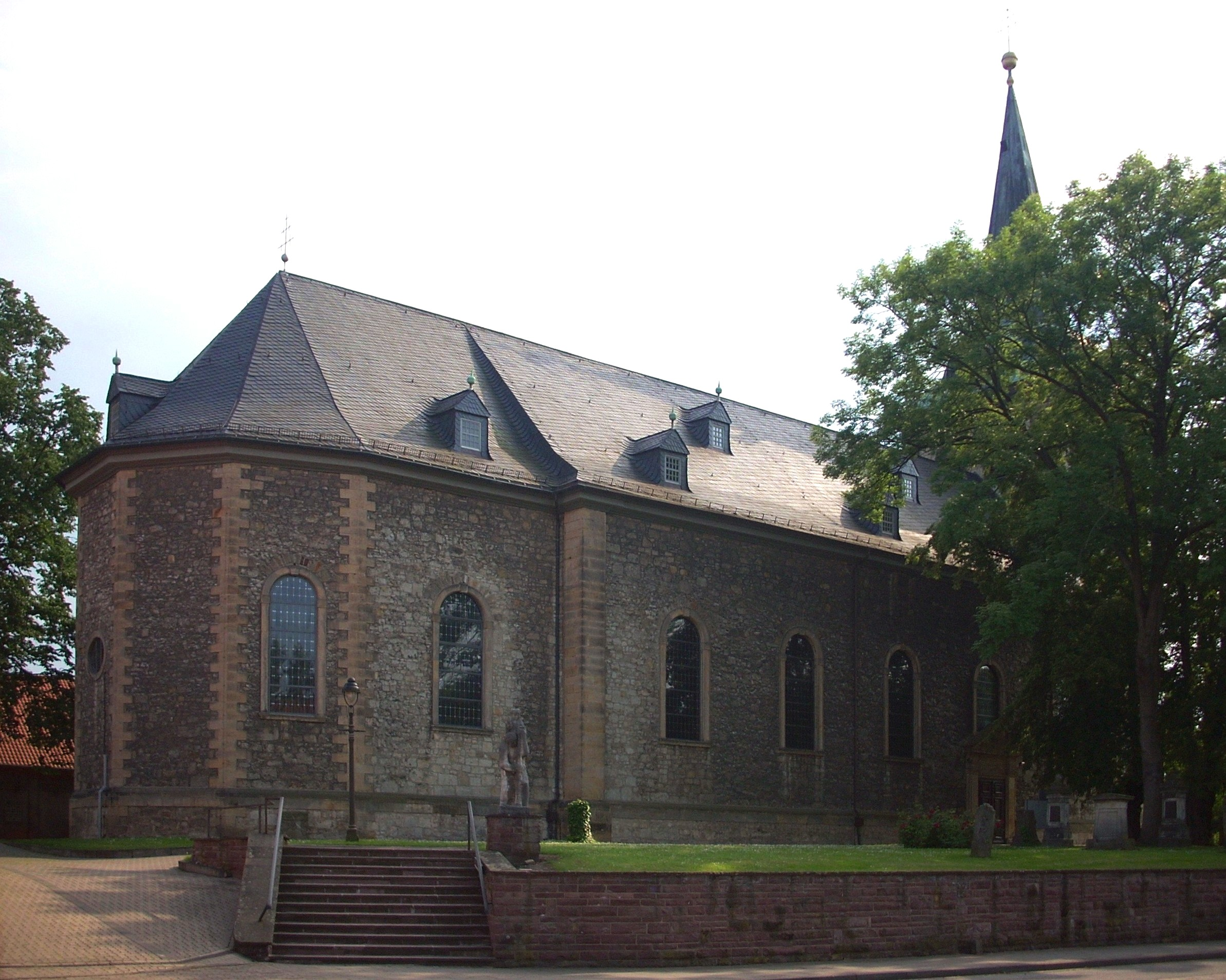
Kerk van St. Mattheus

Algermissen werd voor het eerst genoemd in een document in 985. Eerdere namen waren Algrimsen, Alegrimesheim, Alegremishusun en varianten daarvan. Het dorp is vernoemd naar een persoon Alagrim en bestaat uit de voormalig zelfstandige dorpen Groß- en Klein-Algermissen. Het behoorde toe aan de Hochstift Hildesheim en heeft nog steeds veel katholieke inwoners. Tijdens de Dertigjarige Oorlog verwoesten de Denen beide dorpen in maart 1626. Van 1807 tot 1810 was het het centrum van het kanton Groß-Algermissen in het Koninkrijk Westfalen.
Het oudste gebouw in Algermissen is de kapel van St. Mauritius, gebouwd in de 14e eeuw. De kerk van St. Mattheus was voltooid in 1720 en verving een middeleeuwse voorganger.

## Verkeer
Algermissen ligt aan de Landesstraße 479 tussen de Snelweg A 7 en de nationale weg B 494 en heeft een station op de lijn Lehrte - Nordstemmen.

## Geboren in Algermissen
- Diane Kruger (1976), model en actrice

- Gemeinsame Normdatei: 4112484-4
- MusicBrainz: 0ec9f62b-8203-4ef8-98e8-6e44c7a9ae69
- Virtual International Authority File: 239487347
- WorldCat: E39PBJqk6jHcd7XyhBmd4qMXVC

Adenstedt ·
Alfeld (Leine) ·
Algermissen ·
Almstedt ·
Bad Salzdetfurth ·
Banteln ·
Betheln ·
Bockenem ·
Brüggen ·
Coppengrave ·
Despetal ·
Diekholzen ·
Duingen ·
Eberholzen ·
Eime ·
Elze ·
Everode ·
Freden (Leine) ·
Giesen ·
Gronau (Leine) ·
Harbarnsen ·
Harsum ·
Hildesheim ·
Holle ·
Hoyershausen ·
Lamspringe ·
Landwehr ·
Marienhagen ·
Neuhof ·
Nordstemmen ·
Rheden ·
Sarstedt ·
Schellerten ·
Sehlem ·
Sibbesse ·
Söhlde ·
Weenzen ·
Westfeld ·
Winzenburg ·
Woltershausen